# Headshot
Een headshot is een term die vooral in games wordt gebruikt en is een schot in het hoofd, meestal door een kogel. Bij first person shooters richt zo'n headshot vaak meer schade aan dan een schot op het lichaam. Vaak betekent een headshot een onmiddellijke dood voor het doel. Bij veel spellen is er een hitbox rondom het hoofd. Deze hitbox is een onzichtbare kubus rondom het hoofd en elke kogel die daarbinnen wordt geschoten, telt als een headshot.